# Cruise for a Corpse
Cruise for a Corpse is een computerspel dat werd ontwikkeld door Delphine Software International en uitgegeven door Erbe Software en U.S. Gold. Het spel kwam in 1991 voor diverse homecomputers. 

## Platforms
- Amiga (1991)
- Atari ST (1991)
- DOS (1991)

## Ontvangst
| Beoordeeld door                      | Platform | Datum           | Score |
| ------------------------------------ | -------- | --------------- | ----- |
| Amiga Action                         | Amiga    | oktober 1991    | 93%   |
| Tilt                                 | Amiga    | september 1991  | 90%   |
| Amiga Joker                          | Amiga    | september 1991  | 90%   |
| Joker Verlag präsentiert: Sonderheft | Amiga    | 1993            | 88%   |
| Joker Verlag präsentiert: Sonderheft | Atari ST | 1993            | 86%   |
| The DOS Spirit                       | DOS      | 17 maart 2008   | 83%   |
| ASM (Aktueller Software Markt)       | Atari ST | januari 1992    | 75%   |
| Adventurearchiv                      | DOS      | 8 augustus 2003 | 65%   |
| Adventure Classic Gaming             | DOS      | 1 februari 2011 | 60%   |
| Adventure Gamers                     | DOS      | 13 januari 2005 | 40%   |

## Trivia
- Het spel is opgenomen in het boek 1001 Video Games You Must Play Before You Die van Tony Mott.